# Tricyphona orophila
Tricyphona (Tricyphona) orophila là một loài ruồi trong họ Pediciidae. Chúng phân bố ở vùng Indomalaya.